# Klaus Metzl
Klaus Metzl (* 6. November 1965 in Tann) ist ein deutscher römisch-katholischer Prälat. Er ist seit 1. September 2020 Stadtpfarrer sowie Stiftspropst und Wallfahrtsrektor in Altötting, einem der bedeutendsten katholischen Wallfahrtsorte des deutschen Sprachraums.

## Leben
Klaus Metzl trat nach seinem Abitur im Spätberufenenseminar Fockenfeld in das Herzogliche Georgianum ein und studierte katholische Theologie an der Ludwig-Maximilians-Universität München und Philosophie an der Hochschule für Philosophie München. 1993 empfing Metzl in Passau die Priesterweihe. Das Bistum stellte ihn 1996, nach drei Jahren als Kaplan in Altötting, zum Studium an der Universität München frei. Er wurde bei Gerhard Ludwig Müller im Fach Dogmatik über Phänomenologische Hermeneutik und analogia entis (summa cum laude) promoviert und war zugleich Subregens im Georgianum. Nach seiner Rückkehr nach Passau 2001 wurde Metzl Stadtpfarrer in St. Mariä Himmelfahrt in Landau an der Isar.
Am 22. Februar 2005 wurde er von Bischof Wilhelm Schraml zum neuen Generalvikar der Diözese Passau als Nachfolger von Otto Mochti ernannt. Metzl wurde am Pfingstsonntag 2008 von Bischof Wilhelm Schraml und Dompropst Hans Wagenhammer in das Domkapitel aufgenommen. Die Ernennung durch den Bischof hatte er bereits am 1. Mai 2008 erhalten. Metzl rückte für den in Ruhestand gegangenen Hans Kümmeringer in das Domkapitel in St. Stephan in Passau nach. Beim Papstbesuch in Deutschland 2006 in Altötting und Marktl war Metzl für die Gesamtkoordination verantwortlich.
Metzl ist Mitglied des Kuratoriums Stiftung Geburtshaus Papst Benedikt XVI.
Zum 1. März 2012 setzte er sein Konzept für die Neuordnung der Pfarrverbände um, mit der 285 Pfarreien und 20 Exposituren von derzeit 117 Pfarrverbänden auf künftig 86 geordnet wurden.
2012 wurde er von Pro-Großmeister Edwin Frederick O’Brien zum Komtur des Ritterordens vom Heiligen Grab zu Jerusalem ernannt und am 12. Mai 2012 in St. Michael (Jesuitenkirche) in München durch Reinhard Kardinal Marx, Großprior der deutschen Statthalterei, investiert. Er war von 2013 bis 2021 Prior der Komturei St. Michael in Passau.
Zum 1. September 2020 legte Metzl das Amt des Domkapitulars nieder und übernahm gleichzeitig das Amt des Stadtpfarrers und Stiftspropst sowie Wallfahrtsrektor und Bischöflicher Administrator der Heiligen Kapelle in Altötting. Er folgt Günther Mandl, der altersbedingt ausgeschieden ist. Sein Amtssitz befindet sich an der Bischöflichen Administration am Kapellplatz von Altötting.
Zudem ist Metzl seit September 2020 geistlicher Beirat des Altöttinger Liebfrauenboten.

## Auszeichnungen und Ehrungen
- Ernennung zum Päpstlicher Ehrenprälaten durch Papst Benedikt XVI. (2007)
- Aufnahme in den Ritterorden vom Heiligen Grab zu Jerusalem (2012)

## Schriften
- Phänomenologische Hermeneutik und Analogia Entis. Martin Heidegger mit Erich Przywara weitergedacht – Modellfall einer verstehenden Theologie, Winzer, Passau 2007, ISBN 978-3-937438-59-7.